# Hidirasa (Wera)
Hidirasa is een bestuurslaag in het regentschap Bima van de provincie West-Nusa Tenggara, Indonesië. Hidirasa telt 2705 inwoners (volkstelling 2010).